# GNOME Panel
GNOME Panel è un'utilità per il desktop environment GNOME 2, che svolge le funzionalità di lanciatore (launcher) e barra delle applicazioni (taskbar). Ha costituito una parte fondamentale del desktop GNOME 2 ed è altamente configurabile.
È stato sostituito in GNOME 3 per impostazione predefinita con GNOME Shell, che funziona solo con il gestore di finestre Mutter.
Il pannello GNOME fungeva da modalità di fallback fino a GNOME 3.8 quando Mutter non poteva essere eseguito, quindi è stato sostituito con una suite di estensioni GNOME Shell ufficialmente supportate denominate GNOME Classic. Ora fa parte di GNOME Flashback, una sessione ufficiale per GNOME 3 che fornisce un'esperienza utente simile a GNOME 2.

## Aspetto
Per impostazione predefinita, fino alla versione 2 di GNOME conteneva due pannelli, uno in alto e l'altro sul fondo, che si estendevano per tutta la larghezza dello schermo.
Il pannello superiore conteneva di solito menu di navigazione con le etichette "Applicazioni", "Risorse", e "Sistema", in questo ordine. Questi menu servono rispettivamente ad eseguire le applicazioni comuni, le aree del file system e le preferenze di sistema e utilità di amministrazione. Il pannello superiore contiene di solito anche un orologio/calendario e un'area di notifica.
Il pannello inferiore invece di default era vuoto, a parte la presenza di alcuni pulsanti per navigare tra i desktop e un pulsante per minimizzare tutte le finestre e mostrare il desktop, e serve a navigare tra le finestre attive.

## Personalizzazione

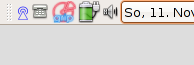
Esempio dell'applet dell'area di notifica del gnome-panel, in GNOME 2.18

I pannelli possono essere popolati con altri menù e bottoni completamente personalizzabili, inclusi nuovi menu, caselle di ricerca e icone (chiamate launchers) che svolgono funzioni analoghe alla funzione di avvio rapido della barra delle applicazioni di Microsoft Windows.
Altre applicazioni possono anche essere attaccate ai pannelli ed i pannelli sono altamente configurabili tramite applet.